# Johann von Klenau
Johann von Klenau (Benátky nad Jizerou, 13 de Abril de 1758 – Brno, 6 de Outubro de 1819), também chamado de Johann Josef Cajetan von Klenau und Janowitz, nobre bémio, foi um marechal-de-campo do exército Habsburgo. Klenau entrou para a a casa militar de Habsburgo em adolescente e participou nas guerras austríacas com o Império Otomano, nas Guerras revolucionárias francesas e comandou vários corpos em diversas batalhas importantes das Guerras Napoleónicas.
Nos primeiros anos das Guerras revolucionárias francesas, Klenau distinguiu-se nas linhas de Wissembourg e esteve à frente de um ataque vitorioso em Heidelberg em 1795. Como comandante da do flanco esquerdo da Coligação da campanha de Adige, no Norte de Itália, em 1799, Klenau teve um papel de destaque ao isolar a fortaleza detida pelos franceses no rio Pó ao organizar e apoiair uma insurreição da população na zona rural. Posteriormente, Klenau tornou-se o mais novo marechal-de-campo na história militar de Habsburgo.
Como comandante de corpos, Klenau teve um papel significativo na vitória austríaca em Aspern-Esslingen e na derrota em Wagram, onde as suas tropas cobriram a retirada da principal força austríaca. Comandou o IV Corpo na Batalha de Desden, em 1813, e, de novo, na Batalha das Nações em Leipzig, onde conseguiu bloquear o cerco na força principal austríaca pelos franceses no primeiro dia dos comabates. Após a Batalha das Nações, Klenau organizou e implementou o bem-sucedido bloqueio de Dresden, e aí negociou a capitulação francesa. Na campanha de 1814–15, comandou o "Corpo de Klenau" do of the Exército de Itália. Depois da guerra, em 1815, Klenau foi nomeado general da Morávia e Silésia. Morreu em 1819.